# Comuna de Karnice
Karnice (polaco: Gmina Karnice) é uma gminy (comuna) na Polónia, na voivodia de Pomerânia Ocidental e no condado de Gryficki.
De acordo com os censos de 2006, a comuna tem 4 164 habitantes, com uma densidade 31,3 hab/km².

## Área
Estende-se por uma área de 133,14 km².

## Demografia
Dados de 30 de Junho 2004:
|                      | Total   | Total | Mulheres | Mulheres | Homens  | Homens |
| -------------------- | ------- | ----- | -------- | -------- | ------- | ------ |
|                      | pessoas | %     | pessoas  | %        | pessoas | %      |
| População            | 4218    | 100   | 2135     | 50,6     | 2083    | 49,4   |
| Densidade (pop./km²) | 31,7    | 100   | 16       | 16       | 15,6    | 15,6   |

De acordo com dados de 2005, o rendimento médio per capita ascendia a 1592,82 zł.